# Deutsche Uhrglasfabrik

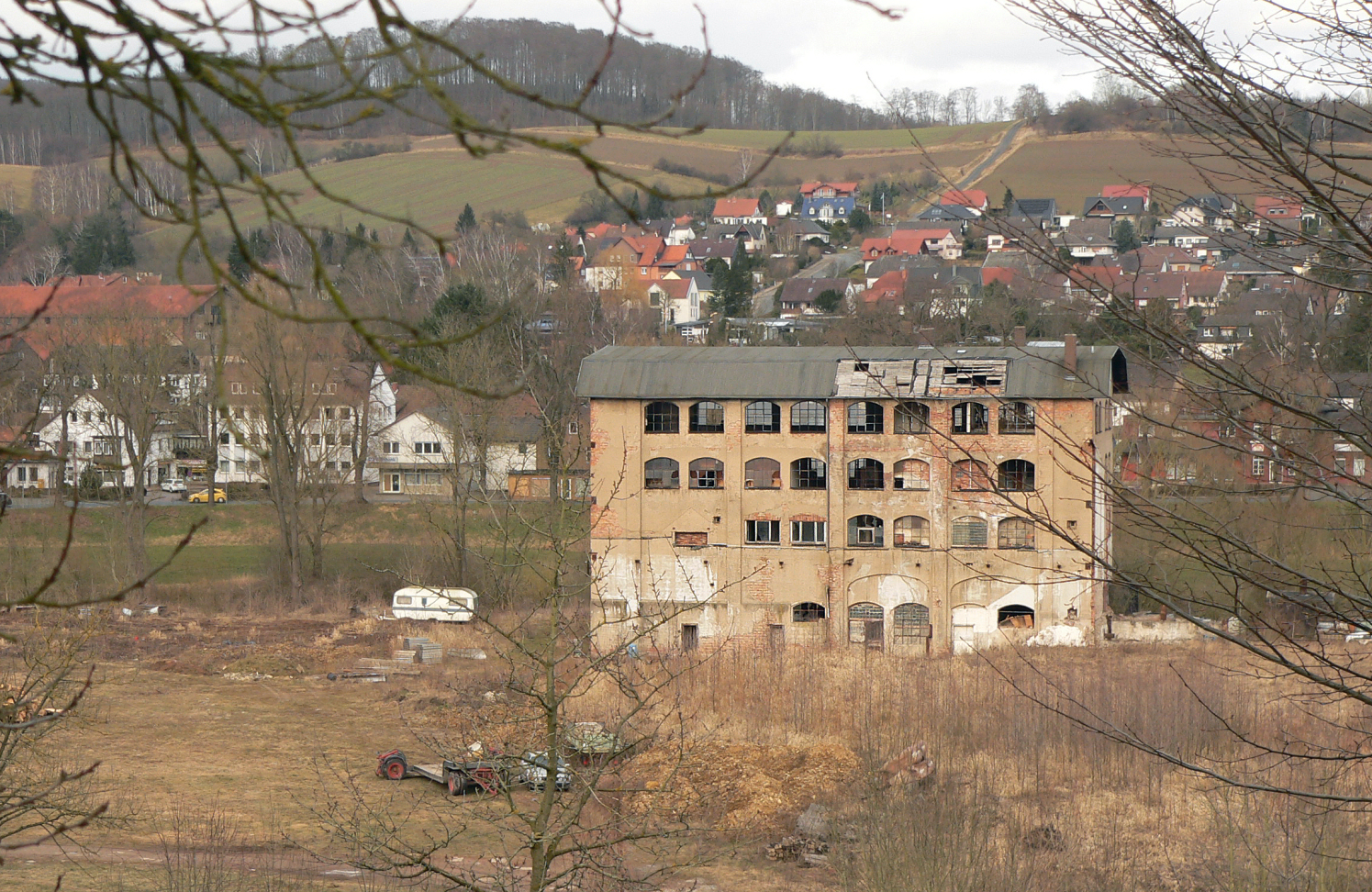
Früheres Gebäude der Deutschen Uhrglasfabrik auf der Leineinsel in Groß Freden, 2018

Die Deutsche Uhrglasfabrik GmbH (DUF) war ein von 1918 bis 1980 bestehendes deutsches Unternehmen, das sich auf die Herstellung von Uhrgläsern spezialisiert hatte. Sie war eine Tochtergesellschaft der Deutschen Spiegelglas AG (DESAG), heute Schott AG. Die DUF produzierte hochwertige Uhrgläser und expandierte später in andere Bereiche, wie die Fertigung von Rückspiegeln für Autos. Im Laufe der Zeit wurde die DUF zu einem führenden Glasveredelungsbetrieb in der Bundesrepublik. Die Firma wurde 1980 von der Mutterfirma Schott aufgelöst und in verschiedene Betriebsabteilungen aufgeteilt. Als einziger deutscher Hersteller von Kristalluhrgläsern beherrschte die DUF seit 1937 zu etwa 70 % den Inlandsmarkt.

## Geschichte

### Vorgeschichte
Mitte des 19. Jahrhunderts nahm die Deutsche Spiegelglas AG (DESAG) in Grünenplan im  Kreis Holzminden unter ihrem Leiter Friedrich Koch die Fertigung von hochweißem optischen Glas auf. Als Nebenprodukt fielen Kugelabschnitte aus nicht ganz so weißem Glas an, die an die in dieser Zeit entstehenden Uhrglasfabriken in der Schweiz und in Frankreich verkauft wurden.
Die VTG in Troisfontaines/Lothringen als größter Abnehmer wollte jedoch eigenes Rohglas erzeugen. Da die DESAG aber Abnehmer für die anfallenden Kugelabschnitte benötigte, gründete 1906 ihr Leiter Franz Krippendorff zusammen mit den Schweizer Brüdern Jequier eigene Uhrglasfabriken in Fleurier/Schweiz und Framont/Lothringen. Nach einem ruinösen Preiskampf, der die Erzeugung stillzulegen drohte, entstand 1912 mit Hilfe der Deutschen Uhrenindustrie und des Uhrenersatzteilgroßhandels (Furniturengroßhandels) ein Zusammenschluss fast aller Uhrglashersteller in einem Syndikat in Straßburg, den Verreries Unies S.a.r.l. – VUS. Die Umsätze wurden in Quoten verteilt, so das Rohglas wieder bei der DESAG gekauft wurde. Die DESAG forcierte die eigene Uhrglasherstellung nicht mehr.

### Gründung und Anfänge
Nach dem Ersten Weltkrieg wurde die Fabrik in Framont 1918 enteignet und die Schweizer und Franzosen verlegten ihre Rohglaseinkäufe nach Frankreich. Die Uhrglasfirmen der DESAG wurden aus dem Syndikat ausgeschlossen. Um den Absatz des Rohglases zu erhalten, gründete Franz Krippendorff als Generaldirektor der DESAG, anfangs noch mit einem Drittel Beteiligung der Schweizer Gebr. Jequier, die eigene Tochtergesellschaft Deutsche Uhrglasfabrik GmbH (DUF). Sie wurde von der deutschen Uhrenindustrie und dem Uhrenfachgroßhandel unterstützt.
Nach einem ersten kurzen Start in Duingen erfolgte 1918 der Aufbau in Freden (Leine) im Gebäude der Sandwäsche des dortigen Werkes der DESAG. Ein Jahr später, im April 1919, starb Franz Krippendorff. Die Leitung der DESAG ging über an den im Werk tätigen Julius Hochhut (der im August des gleichen Jahres die Tochter seines Vorgängers heiratete). Die Leitung der DUF wurde 1920 dem 24-jährigen Walter Krippendorff übertragen, der dafür sein Studium in Köthen abbrechen musste. Es ging darum, auch noch in der DESAG Aktiengesellschaft die Familientradition (Koch – Hochhut – Krippendorff) fortzusetzen.  Mit dem Schweizer Geld für den Anteil Jequier wurden Maschinen aus Fleurier gekauft und die aus dem Fach kommende Familie Faltot aus Lothringen eingestellt. 1922 wurden 50.000 bis 60.000 Uhrgläser pro Tag produziert.

### Zwischenspiel in Ludwigsburg und Beherrschung von außen

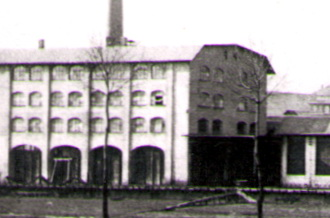
Sitz der Deutschen Uhrglasfabrik bis 1930 in Freden

Wegen der Stärke, die die DUF inzwischen am Uhrglasmarkt erreicht hatte, gründeten einige deutsche Uhrenfabriken 1923 eine eigene Uhrglasfabrik in Ludwigsburg. Aber das Unternehmen rechnete sich nicht und dank seiner inzwischen aufgebauten guten Verbindungen wurde Walter Krippendorff, Leiter der Konkurrenz, 1925 mit der Auflösung beauftragt.
Seit 1923 war die Aktienmehrheit der DESAG in den Händen der französischen Konkurrenz St. Gobain. Durch deren Einfluss wurde das Werk Freden der DESAG 1927 stillgelegt. Die Firma Schott erwarb kurze Zeit später die Aktien von St. Gobain. Die Beteiligung von Jequier an der DUF wurde ausgetauscht gegen die Beteiligung der DESAG an Jequier. Die DUF war nun zu 100 % im Besitz der DESAG. Sie wurde durch den französischen Einfluss gezwungen, wieder in das Straßburger Syndikat einzutreten – mit einer unbefriedigenden Quote für Uhrgläser. Da dieses nicht für andere Glasartikel der DUF galt, erfolgte der erste Schritt der Diversifikation.

### Zeit des Nationalsozialismus

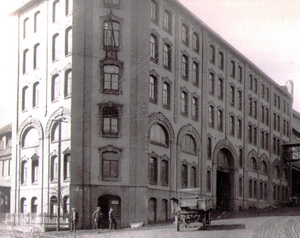
Sitz der Deutschen Uhrglasfabrik ab 1930 Grünenplan

1930 kamen aus den USA die ersten Uhrgläser aus Kunststoff mit dem Prädikat „unzerbrechlich“ auf den Markt. Trotz großen Nachfragedrucks der Kundschaft der DUF wurde dieser von der Mutterfirma DESAG die Herstellung von Kunststoff-Uhrgläsern untersagt. 1930 wurde als Folge der Schließung des DESAG-Werkes Freden die DUF nach Grünenplan verlagert. Ein Teil kam in die Facettenschleife, deren Leitung Walter Krippendorff zusätzlich übernahm und dort die Fotofilterfertigung für die DESAG aufbaute. Räumliche Enge prägte die Zeit. Mit Hilfe des inzwischen mächtigen Reichswirtschaftsministeriums gelang es der DUF, sich aus dem Syndikat zu lösen und frei und erfolgreich zu entwickeln. Das wurde durch den Beginn des Zweiten Weltkriegs 1939 unterbrochen.
Walter Krippendorff hatte sich bei den Nationalsozialisten unbeliebt gemacht, weil er in der DESAG entlassene Sozialdemokraten in die DUF eingestellt hatte. Er wurde 1939 am ersten Kriegstag des Zweiten Weltkriegs als Reserveoffizier eingezogen obwohl damals Unternehmensführer normalerweise eine  Unabkömmlichstellung erhielten. 1940 wurde er für wenige Monate zurückgeholt, als der Unternehmensleiter der DESAG Julius Hochhut  erkrankte. Die Einberufungen zum Kriegsdienst trafen verstärkt zuerst die Tochterfirma DUF, dann die DESAG.

### Neuanfang nach dem Zweiten Weltkrieg
Nach der Besetzung Grünenplans 1945 durch die Alliierten standen die Betriebe zunächst still. Eine Zeitlang drohte der DESAG die Demontage, da sie im Krieg Scheinwerfergläser hergestellt hatte. Walter Krippendorff war bis zur Kapitulation am 8. Mai 1945 Soldat, kämpfte zuletzt im Weserbergland und kam dadurch ohne Gefangenschaft nach Haus. Ohne Rücksicht auf den Prozess seiner „Entnazifizierung“ brachte er in Absprache mit der englischen Besatzungsmacht die DUF wieder zum Laufen. Zunächst lief die Produktion nachts, da nur dann Strom zur Verfügung stand. 1948 stellte die DESAG die Glaserzeugung von der Fertigung aus den Häfen auf kontinuierliche Wannenfertigung um und die Anfall des halbweißen Kugelglases entfiel. Da die Mutterfirma den ständig wachsenden Bedarf der DUF nicht mehr decken konnte, kaufte diese ihren Rohglasbedarf bei anderen Hütten, wie DELOG, DETAG und REZAG.

### Zweite Diversifikation

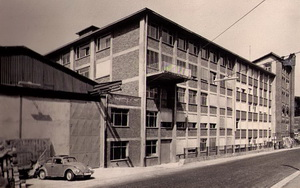
Sitz der Deutschen Uhrglasfabrik in Grünenplan, 1965

In den 1950er Jahren verdrängte das Kunststoff-Uhrglas nacheinander die Taschen- und Armbanduhrgläser und danach auch die Weckergläser aus Glas fast ganz. Die DUF nahm die Produktion von Rückspiegeln für Autos auf und wuchs schnell mit der stark aufblühenden Autoindustrie. Durch eigene technische Entwicklungen in der Spiegeltechnik und solche zusammen mit der Autoindustrie wurde sie Marktführer auf diesem Gebiet. Zeitweilig musste sogar die Autoindustrie vom Fortschritt überzeugt werden, wie bei dem von Amerika übernommenen „Keilspiegel“, einem abblendbaren Rückspiegel. Die erstmalige Herstellung fehlerfrei schwach gewölbter großer LKW-Spiegel durch die DUF war eine Sensation.
In den Jahren 1960 bis 1966 wurde die von Prof. Schröder im Schott-Werk in Mainz entwickelte Oberflächenbeschichtung großer Glasflächen, heute Selbstverständnis, von der DUF in Grünenplan mit viel Aufwand zur Fertigungsreife gebracht und dann an Schott zurückgegeben.
Die schnell wachsende Produktion forderte Raum, der dem Mutterbetrieb vor Ort, der DESAG, mühsam abgerungen werden musste. 1953 entstand ein Hallenanbau zur Rohglaslagerung, 1957 ein erster Neubau und 1965 ein zweiter. Die Herstellung von Beleuchtungsgläsern und Geschirrglas – u. a. Untertassen für das Schott-Teegeschirr – wurde nur kurze Zeit betrieben, da sich der Aufbau der notwendigen Vertriebsorganisationen als unverhältnismäßig erwies. Dafür wurde einwandfrei gebogenes Glas für alle technischen Anforderungen geliefert. Die DUF war den 1960/1970er Jahren in der Biegetechnik der führende Glasveredelungsbetrieb in der Bundesrepublik.

### Das Ende in Etappen

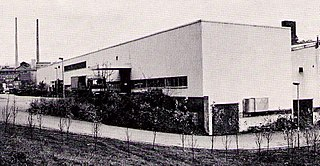
Neubau des Betriebsgebäudes der Deutschen Uhrglasfabrik in Grünenplan, 1974

Zum Ende September 1966 gab der Walter Krippendorff im Alter von 70 Jahren die Leitung der DUF ab. Sie wurde von den beiden Direktoren der DESAG übernommen, die inzwischen als SCHOTT-SPEZIALGLAS firmierte. Der von Krippendorff schon 1961 vorgeschlagene komplette Neubau der DUF auf freiem Gelände wurde noch 1970 bezogen.
1980 wurde die Deutsche Uhrglasfabrik GmbH aufgelöst und zur Betriebsabteilung von Schott.
2004 wurde die Autospiegelfertigung an die Flabeg Automotive GmbH verkauft und die verbleibende Glasveredelung ging in verschiedenen Betriebsabteilungen auf. Die Unternehmensgeschichte der Deutschen Uhrglasfabrik wird im Erich-Mäder-Glasmuseum in Grünenplan in Exponaten, Dokumenten und Bildern präsentiert.